# Església de l'Assumpció (Benlloc)
L'Església de l'Assumpció de Benlloc (Plana Alta, País Valencià), sub invocatione Assumptionis Beatae Mariae Virginis, com era costum al S. XIII, és un temple catòlic, localitzat a plaça de l'Església, construït entre 1614 i 1650 seguint l'estil arquitectònic renaixentista.

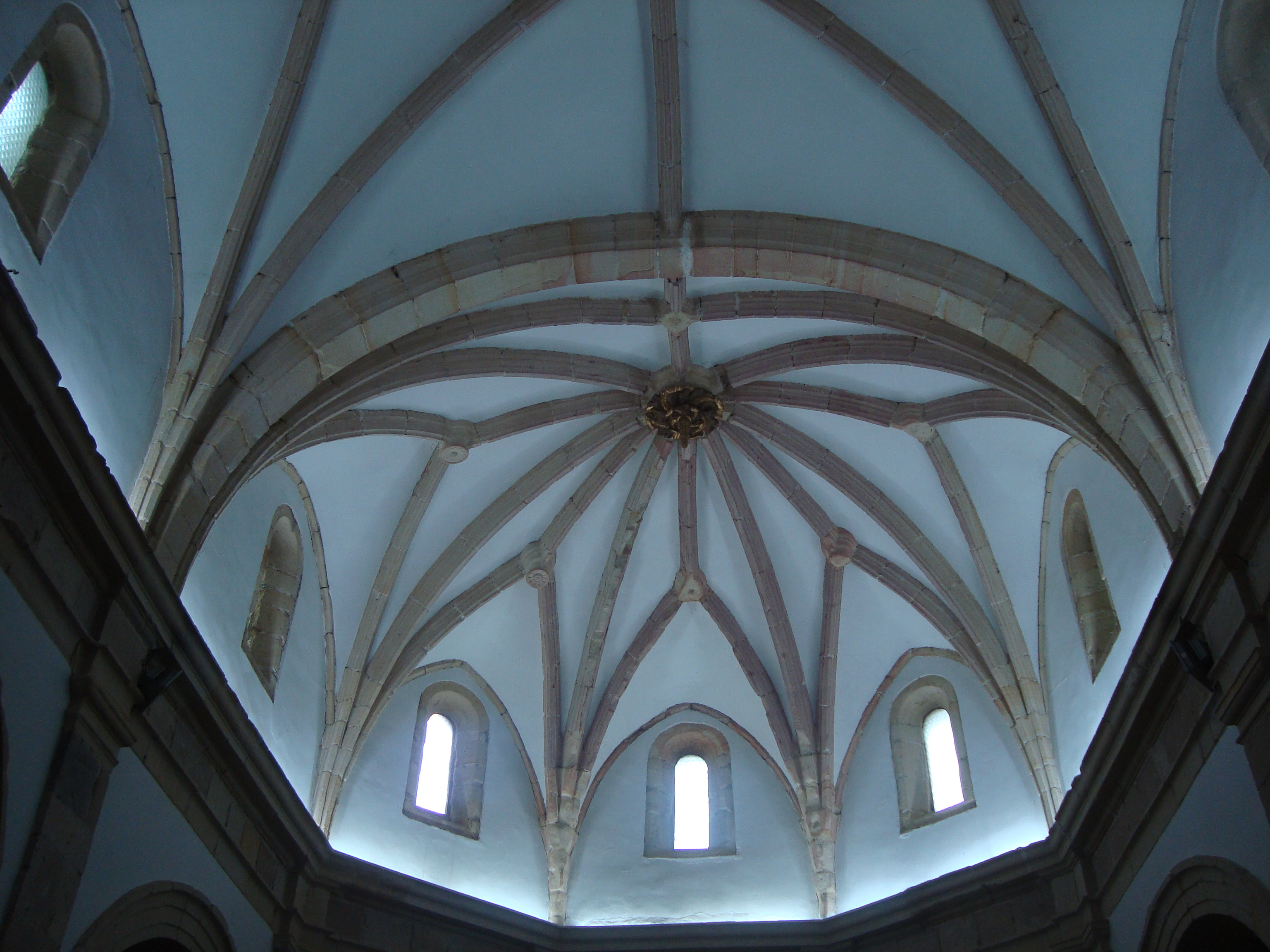
Volta de creueria de l'Església de l'Assumpció (Benlloc, Castelló)

L'edifici està catalogat, de manera genèrica, com a Bé de rellevància local, amb codi 12.05.029-002, segons consta en la fitxa brl de la Direcció General de Patrimoni Artístic de la Generalitat Valenciana.
Es tracta d'un temple d'una nau, amb capelles laterals, absis poligonal i sagristia als costats. La façana és renaixentista i està adornada amb columnes ben treballades. La volta estavellada del presbiteri és clar exponent del caràcter de les solucions gòtiques d'aquestes comarques.
Al costat de la portada es troba el campanar, d'uns 25 metres d'altura s'accedeix per una escala de caragol de més de 150 esglaons.
Presenta aspecte de fortalesa amb torrassa defensiva en la part posterior de l'edifici, juntament amb un llenç de muralla adossada a l'església. Cap dir que una de les campanes del campanar és considerada d'entre les més antigues del País Valencià.